# Танер (Вашингтон)
Танер (енгл. Tanner) насељено је место без административног статуса у америчкој савезној држави Вашингтон.

## Демографија
По попису из 2010. године број становника је 1.018, што је 1.948 (-65,7%) становника мање него 2000. године.
| Група             | 2000.         | 2010.       |
| Белци             | 2.761 (93,1%) | 945 (92,8%) |
| Афроамериканци    | 11 (0,4%)     | 0 (0,0%)    |
| Азијати           | 36 (1,2%)     | 16 (1,6%)   |
| Хиспаноамериканци | 68 (2,3%)     | 20 (2,0%)   |
| Укупно            | 2.966         | 1.018       |